# Sultan Jaschurkajew
Sultan Jaschurkajew (russisch Султан Яшуркаев, wiss. Transliteration Sultan Jašurkaev, auch Soultan Iachourkaev; * 22. April 1942 in Eschilchatoj, Tschetschenien; † 30. Januar 2018 in Geraardsbergen, Belgien) war ein tschetschenischer Schriftsteller.

## Leben
Als Stalin 1944 die kollektive Deportation des tschetschenischen Volkes befahl, wurde der damals zweijährige Jaschurkajew nach Kasachstan vertrieben und erlebte Entbehrungen und Hunger. Als Knabe hütete er in der Steppe Kühe, in die Schule kam er erst mit elf Jahren.
Als Chruschtschow den Tschetschenen die Rückkehr gestattete, kehrte Jaschurkaew 1957 nach Eschilchatoj zurück. Er war der einzige, der Bücher aus der Dorfbibliothek las. Jaschurkaew absolvierte die Pädagogische Hochschule in Grosny. Er studierte anschließend an der Juristischen Fakultät der Universität Moskau, die er 1973 absolvierte.
Danach arbeitete er bei der Staatsanwaltschaft in verschiedenen Gegenden Russlands und in Tschetschenien. Parallel dazu entstanden aus den Erinnerungen an Kasachstan Erzählungen über das Leben der Tschetschenen zur Zeit der Deportation. Später erlernte Jaschurkaew die tschetschenische Schriftsprache, die in der Schule nicht gelehrt worden war.
Einige der tschetschenisch geschriebenen Erzählungen sind autobiographisch: Die Kartoffeln, Ostern, Wassermelonenschalen, Der Junge und der Feldscher. Von der Deportation handeln auch die Erzählungen Den Kindern entgegen, Sina, Napsa, Zajba, Der weisse Fleck in der Abenddämmerung, Semjon. Jaschurkaew wurde in den Schriftstellerverband der UdSSR aufgenommen, gedruckt wurden seine Werke jedoch erst zu Beginn der Perestroika.
Zu Beginn des Ersten Tschetschenien-Krieges verfasste er 1995 unter den Bombardierungen in Grosny tagebuchartige Aufzeichnungen. Die Aufzeichnungen erschienen unter dem Titel Zarapiny na oskolkach 2002 in Moskau. Radio Liberty strahlte Lesungen mehrerer Kapitel aus. Französische und deutsche Übersetzungen folgten. Das Zeitdokument wurde als „rempart d’humanité contre la haine“ (L’Express, 25. Mai 2006) gewürdigt. Im Zweiten Tschetschenien-Krieg zerstörte 1999 eine Bombe Jaschurkajews Haus. In der Trümmern gingen etliche seiner Werke verloren. Notgedrungen verließ er Tschetschenien. Ab 2001 lebte Sultan Jaschurkaew in Belgien.
Sultan Jaschurkaew verfasste Prosa und Gedichte. Erzählungen und Novellen in russischer und tschetschenischer Sprache wurden in Büchern und Zeitschriften veröffentlicht, Gedichte u. a. im Sammelband Зерна звезд.

## Publikationen
- Erzählungen Die Kartoffeln (Картошка) und Sina (Зина),  erschienen im Band Des Nouvelles de Tchétchénie, Éditions Paris Méditerranée, Paris 2005, ISBN 2-84272-231-0 (französisch), in der Anthologie Schreiben im Krieg – Schreiben über den Krieg, Erzählungen aus Tschetschenien, Kitab-Verlag, Klagenfurt-Wien 2006, ISBN 978-3-902005-91-5 (deutsch).
- Zarapiny na oskolkach (Царапины на осколках) erschien unter dem vom Heimatdorf abgeleiteten Pseudonym Ju. Seschil, Graal, Moskau 2002, französische Ausgabe: Soultan Iachourkaev, Survivre en Tchétchénie, Éditions Gallimard, Paris 2006, ISBN 2-07-073537-0, deutsche Ausgabe: Sultan Jaschurkaew, Auf Splitter gekratzt, Übersetzung Marianne Herold und Ruslan Bazgiew, Kitab-Verlag, Klagenfurth-Wien 2008, ISBN 978-3-902585-21-9.